# レルケンダール・スタディオン
レルケンダール・スタディオン（ノルウェー語: Lerkendal Stadion）は、ノルウェーのトロンハイム・レルケンダールにあるサッカースタジアムである。ローゼンボリがホームスタジアムとして使用する。

## 概要
スタジアムは1947年に開場し、SKフレイディグとFKクヴィクがホームスタジアムとして使用していた。1957年にローゼンボリBKがホームスタジアムとして使用し始めた。1985年に行われたリールストロムSK戦にはスタジアムの最多記録となる28,569人が入場した。
元々は陸上競技用トラックを備えた多目的スタジアムだったが、2000年から2002年まで行われた改修でトラックは除去された。
スタジアムはコンサート会場としても使用され、アイアン・メイデン、a-haなどが演奏した。
2014年9月18日に2016 UEFAスーパーカップの試合会場に選ばれた。ノルウェーでUEFA主催クラブ大会のファイナルが開催されるのは初めてだった。